# Paul Pfinzing

Paul Pfinzing

Paul Pfinzing der Ältere (* 29. August 1554 vermutlich in Nürnberg; † 1. Juli 1599 ebenda), ein bedeutender Kartograf, entstammte der Nürnberger Patrizierfamilie Pfinzing von Henfenfeld.

## Politiker
Pfinzing war Mitglied des Inneren Rats der Reichsstadt Nürnberg. Dadurch war er zugleich einer der sechs Waldherren des Sebalder- und Lorenzer Reichswaldes.

## Kartograf

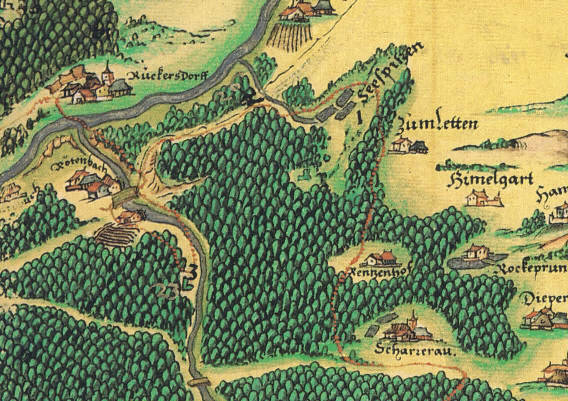
Karte von Paul Pfinzing (1590)

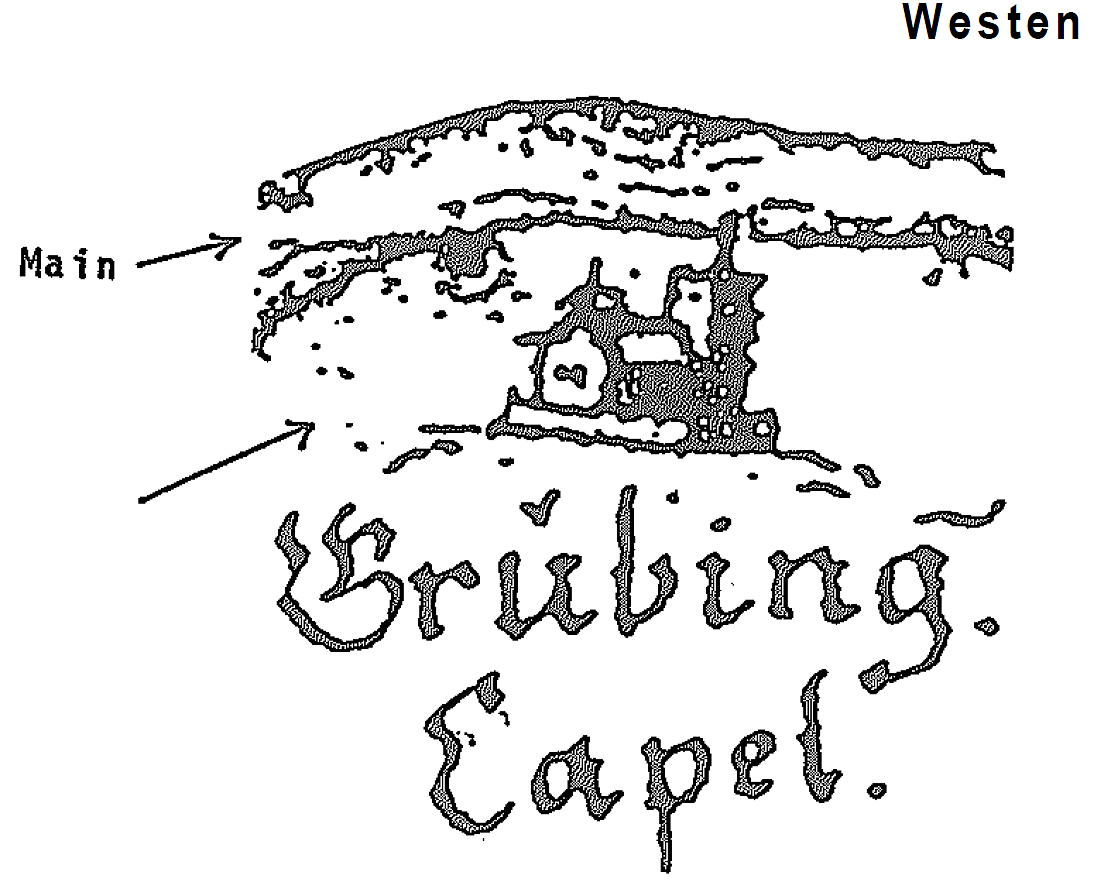
Die Kirche St. Michaelis in Grubingen in der Karte des Spessart von 1594

Als Waldherr schuf er den Pfinzing-Atlas von 1594 über das Landgebiet der Reichsstadt Nürnberg. Er arbeitete mit einem eigens entwickelten Marschkompass, mit einem Schrittzähler und einem Tachometer für sein Pferdefuhrwerk.

## Ehrungen
Das Paul-Pfinzing-Gymnasium der Stadt Hersbruck ist nach ihm benannt.

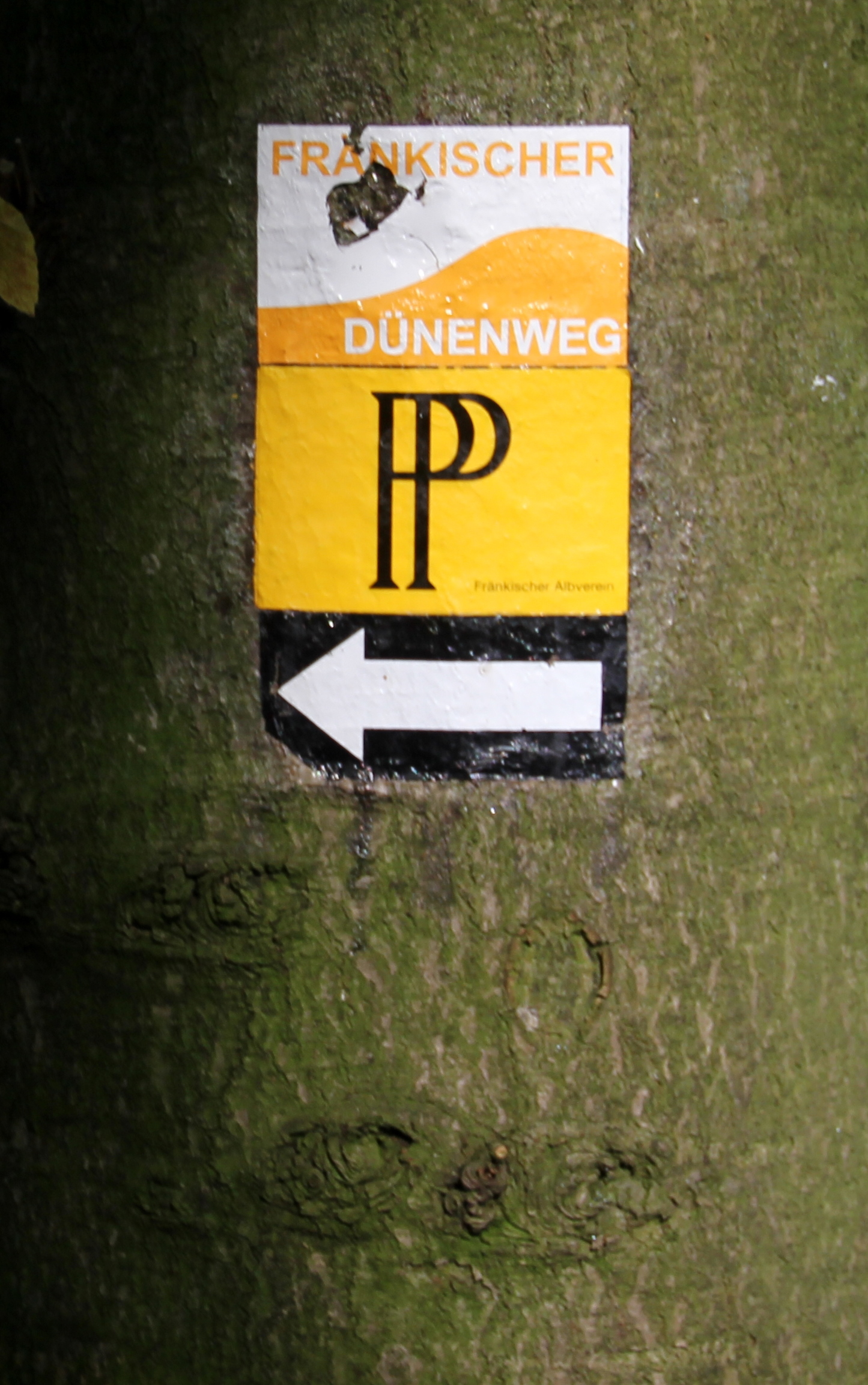
Paul-Pfinzing-Wanderweg

Zu Ehren von Paul Pfinzing wurde der „Paul-Pfinzing-Weg“ – ein 100 km langer Rundwanderweg durch die Hersbrucker Schweiz – nach ihm benannt. Der Weg ist mit zwei ineinander verschlungenen schwarzen „P“ auf gelbem Grund markiert und führt rund um Hersbruck.
Weiters ist in Nürnberg ist die „Pfinzingstraße“, ein Teil des Frankenschnellwegs an der Kreuzung mit der Rothenburger Straße in Gedenken an Pfinzing benannt worden. Außerdem tragen Straßen in Erlangen, Feucht, Henfenfeld und Lauf an der Pegnitz seinen Namen.